# La madre (film 2014)
La madre è un film del 2014 diretto da Angelo Maresca, al suo primo lungometraggio dopo una lunga carriera come attore.
Il film è liberamente ispirato all'omonimo romanzo breve del premio Nobel Grazia Deledda, trasposto dal primo Novecento all'epoca contemporanea, e ambientato non più in Sardegna, bensì a Roma.

## Trama
Don Paolo è un parroco tormentato, diviso tra la passione, la fede e le morbose ossessioni materne. Un giorno nella sua vita entra Agnese, giovane donna di cui egli si innamora quasi subito. Tra fantasmi del passato che ossessionano la madre di don Paolo, tormenti e pentimenti del sacerdote e possibilità di riscatto offerte da Agnese si consuma un triangolo di amore e passione. La notte della vigilia di Pasqua, nella chiesa del quartiere Eur, dove Paolo l'indomani dovrà celebrare la messa, vede il tragico epilogo della vicenda con la morte della madre.

## Distribuzione
Il film è stato distribuito il 10 luglio 2014.

## Premi e riconoscimenti
- Rencontres du Cinéma Italien di Tolosa - Menzione Speciale della Giuria